# ロサンゼルス鉄道の車両形式

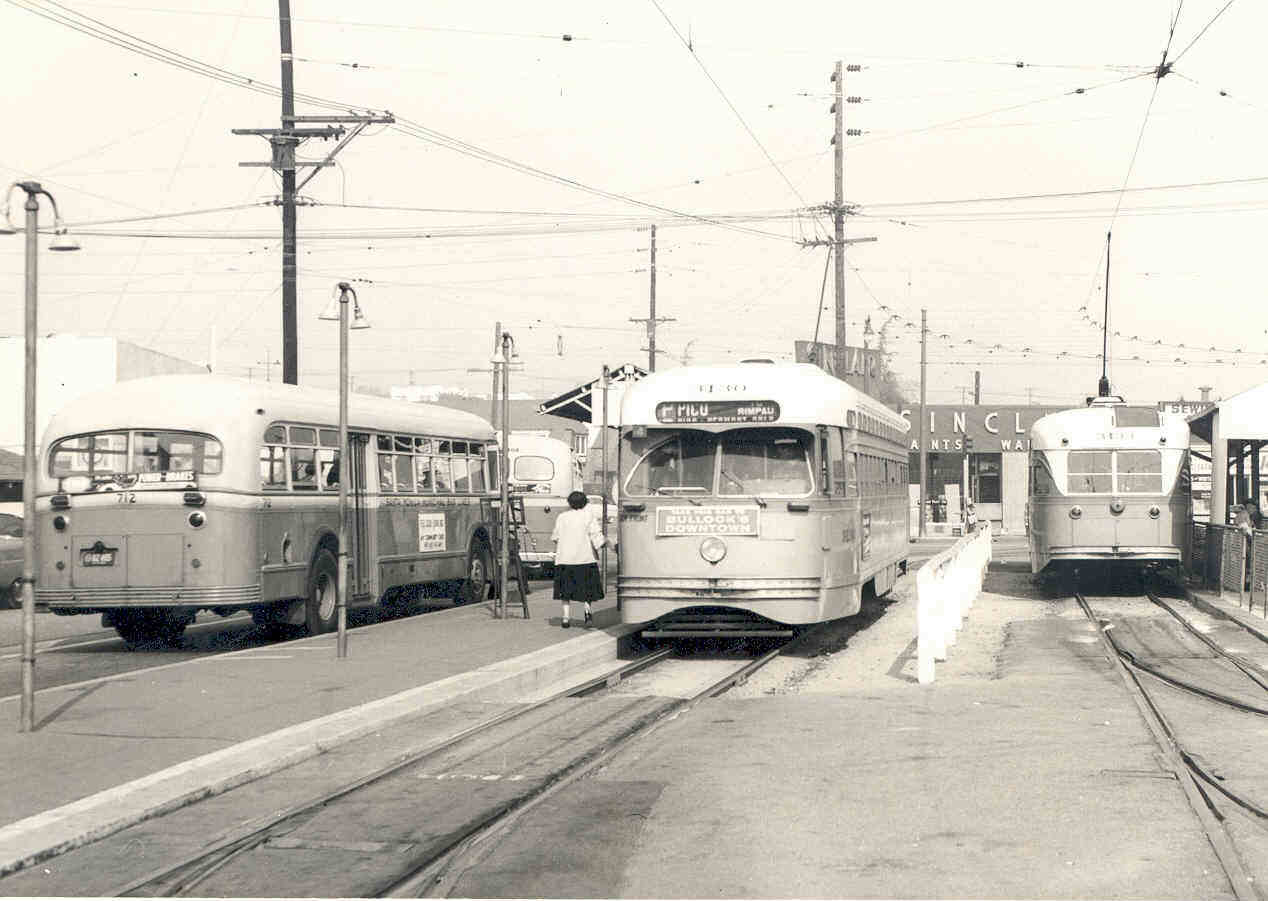
廃止時まで使用されたP形（1956年撮影）

この項目では、かつてアメリカ合衆国のロサンゼルスに存在した路面電車のロサンゼルス鉄道で使用されていた鉄道車両について解説する。全車ともロサンゼルス鉄道の軌間1,067 mm（3フィート6インチ軌間）に対応した台車を有しており、黄色を基調とした塗装が多くの車両に用いられていた事から「イエロー・カー（Yellow Car）」とも呼ばれていた。ロサンゼルス鉄道の廃止後は国内外の路面電車路線への譲渡が実施されたほか、南カリフォルニア鉄道博物館を始め各地に保存され現存する車両も多数存在する。
以下の形式は、1920年にロサンゼルス鉄道が制定したものに基づいたものである。

## A形
ヘンリー・E・ハンティントンによってロサンゼルス市内の路面電車網が買収された1898年時点で各系統で使用されていた、全長10,795 mm（35 ft 5 in）から13,589 mm（44 ft 7 in）の木造車両を統合した形式。多様な車種を含んでいたが、1896年にプルマンによって製造された車両とパシフィック電鉄から1910年に譲渡された車両が大半を占めていた。また、一部の車両は電磁吸着ブレーキを有していた事から「マギー（Maggie）」という愛称がつけられていた。

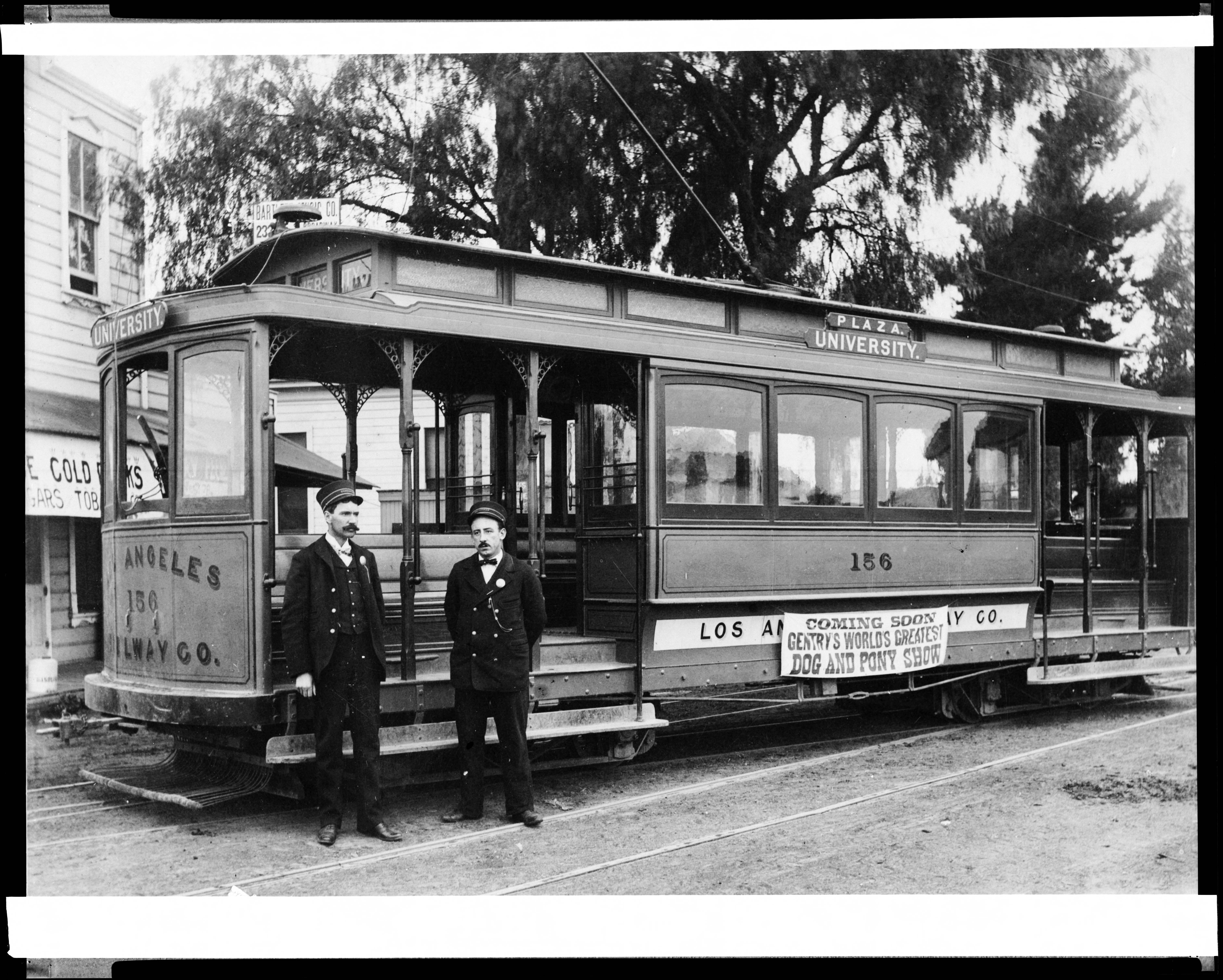
形式制定前の小型車両（1900年代撮影）

大半の車両は買収以降に導入された車両と比べて全長が短いため、高い輸送力を必要としない系統を中心に使用された。また、1910年時点で残存していた車両の大半はB形（28両）やC形（22両）、F形（16両）といった全長が長い車両への改造が行われた。一方、未改造の車両のうち16両は1923年は屋根構造を丸屋根（アーチルーフ、arch-roof）に改造したが、路線の縮小とともに廃車が進み、最後まで使用されていた8両は「I線」の廃止と共に1939年をもって営業運転を終了した。

## B形

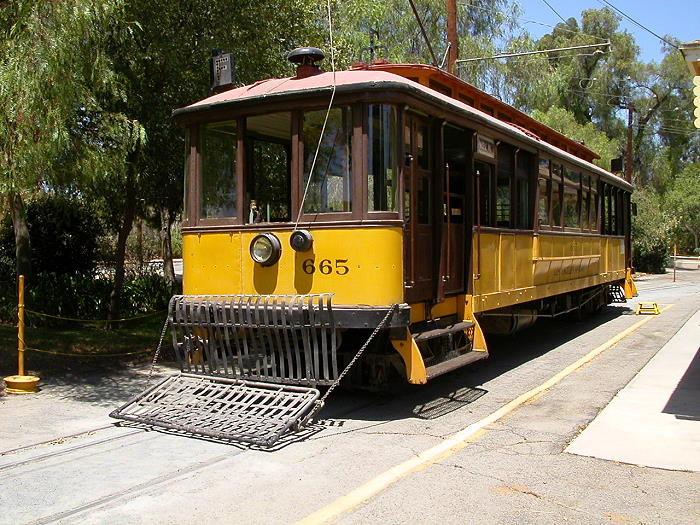
B形（665）
（2007年撮影）

全長13,589 mm（44 ft 7 in）の木製車両で、「ハンティントン・スタンダード（Huntington Standard）」という愛称を有していた。カリフォルニア・カーと呼ばれる車体を有しており、中央部は窓が存在する密閉構造、両端は乗降扉や窓がない開放構造となっていた。1901年から1902年にかけて設計が行われ、同年から1912年の間にロサンゼルス鉄道では最多の全747両が導入され、製造年代や構造の差異により形式の細分化が行われていた。大半の車両はセントルイス・カー・カンパニーによって新造されたが、一部は旧型車両の部品を用いて作られている。
営業運転開始後は車両ごとに時代に応じた改造が進められ、1930年代初頭には密閉構造の中央部の座席配置が変更されたほか、同年代後半にはワンマン運転への対応工事が施工された。1950年代まで使用された後、一部車両は各地の博物館で保存されている。

## C形
1910年代にA形の一部車両を対象に改造が行われた形式。女性の社会進出が進み始めた当時、従来の高床式車両ではホブルスカートでの乗降が困難であった事から、C形は車体の中央部の床上高さを若干下げ、その箇所に乗降扉を設置する「センター・エントランス・カー（Center Entrance Car）」と呼ばれる構造が採用された。種車によって重量や台車に差異が存在する。

## D形・E形
ロサンゼルス鉄道の沿線に存在した葬儀場から墓地へ向けて、故人が納められた棺や会葬者を輸送するために製造された葬儀用車両。1909年に既存の車両から改造された最初の車両は製造当初「パライソ（Paraiso）」という愛称で呼ばれ、1911年に営業用車両へ改造されたが、その後再度葬儀用車両への再改造が実施され「デスカンソ（Descanso）」という愛称がつけられた。一方、1911年にはより大型のE形「デスカンソ」の製造が実施されている。この2両のうち、後者（E形・大型車両）については1940年に廃車された後、カホン峠の休憩所としての再利用を経て、鉄道ファンの働きかけにより解体を免れ2023年現在南カリフォルニア鉄道博物館に現存する。

## F形
A形の一部車両を対象に車体長を14,630 mm（48 ft）に延長した形式。屋根形状が丸屋根に変更された他、着席定員数も56人に増加した。1922年に16両（1151 - 1166）を対象に改造が実施され、1948年にワンマン運転への改造工事を受け1954年まで使用された。

## G形
アメリカ合衆国をはじめ世界各国に導入された路面電車車両「バーニーカー（Birney Safety Cars）」の1形式（2軸車）。ワンマン運転や軽量車体などによる費用削減の効果からロサンゼルス鉄道の財務状況の改善が期待され、400両の購入が検討されていたが、実際に導入されたのは70両のみであった。更に1920年の営業運転後は乗り心地の悪さや座席の硬さに加え、全室密閉式であった事から乗客の不評を買い、1928年までに一時営業運転を離脱した。ただしその後第二次世界大戦期に12両が営業運転に復帰しており、短距離のシャトル系統で1946年まで使用された。

## H形

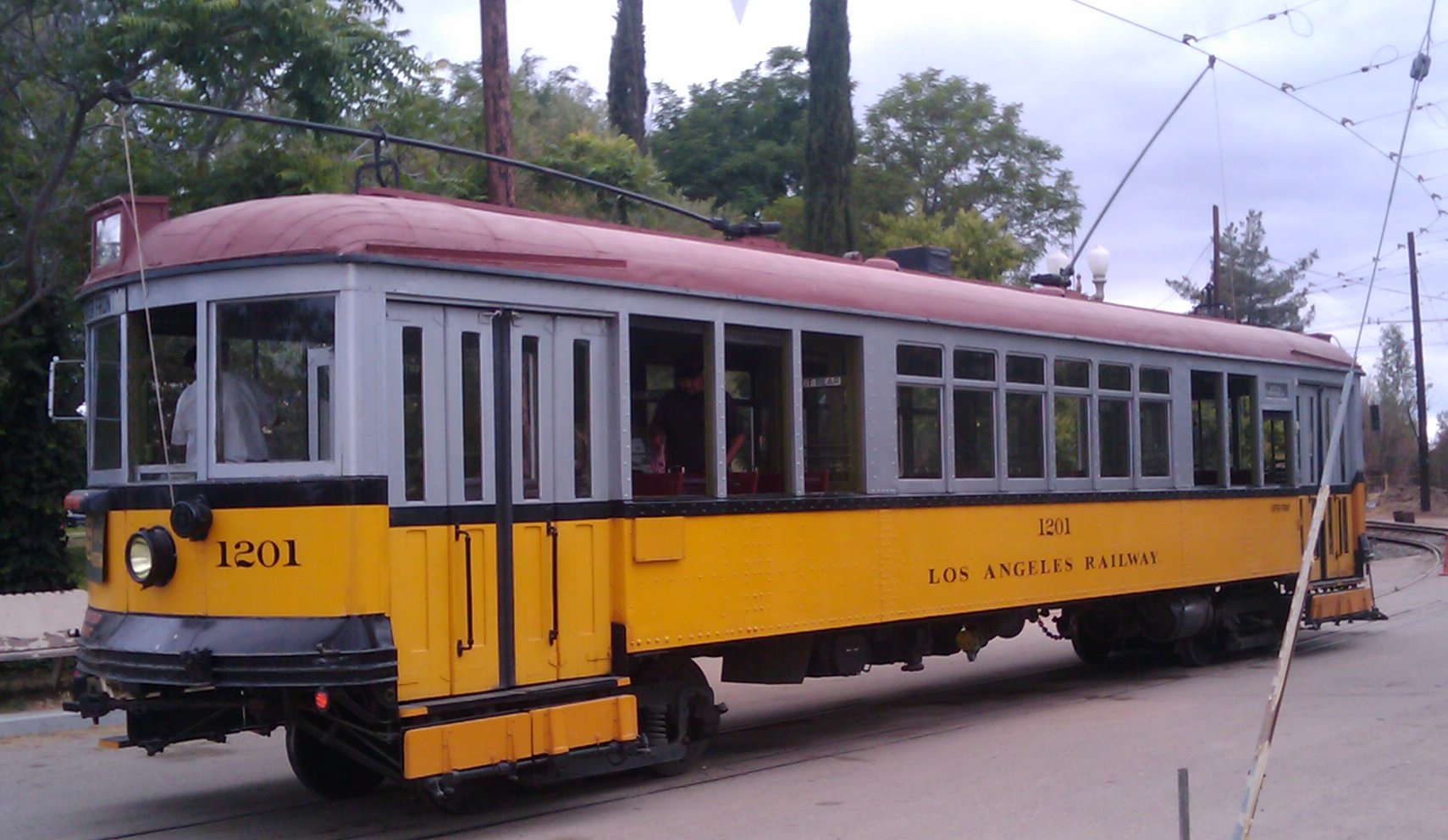
H形（1201）
（2009年撮影）

1913年にパシフィック電鉄で発生した事故を受け、ロサンゼルス鉄道では安全性に長けた鋼製車両の導入が行われる事となった。この計画に基づき、1921年から1924年にかけて3次（H-1形・H-2形・H-3形）に渡って250両（1201 - 1450）が導入されたのが、セントルイス・カー・カンパニー製のH形である。基本的な構造はB形に準拠しており、車体中央部が密閉構造となっていた一方、前述のとおり車体が鋼製になった他、屋根の形状も丸屋根に変更された。また総括制御に対応した機器を搭載している事から、利用客が多い系統では連結運転も行われたが、世界恐慌の影響による利用客の減少により1930年に中止された。その後、1936年から1938年までに215両（1201 - 1415）を対象にワンマンおよびツーマン（運転士・車掌1人）運転に対応可能なよう改造が実施された他、乗降扉やステップの可動の自動化が行われ、形式名も「H-4形」に変更された。
大半の車両は路線縮小により1950年代までに廃車・解体されたが、ワンマン・ツーマン運転への対応工事を受けた車両の一部については朝鮮戦争からの復興支援の一環として韓国のソウル市電（ソウル）や釜山市電（釜山）への譲渡が行われている。

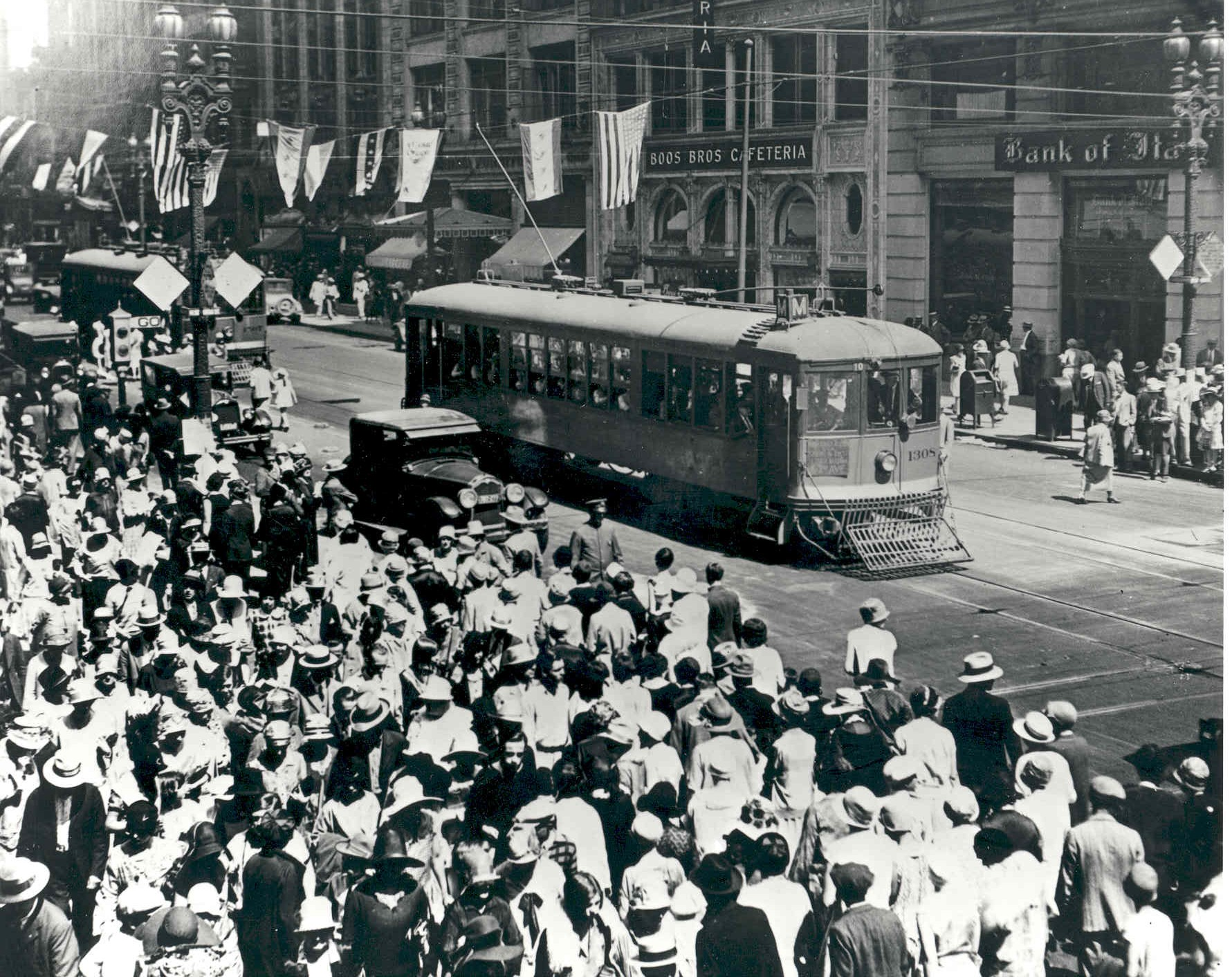
1308（1920年代撮影）
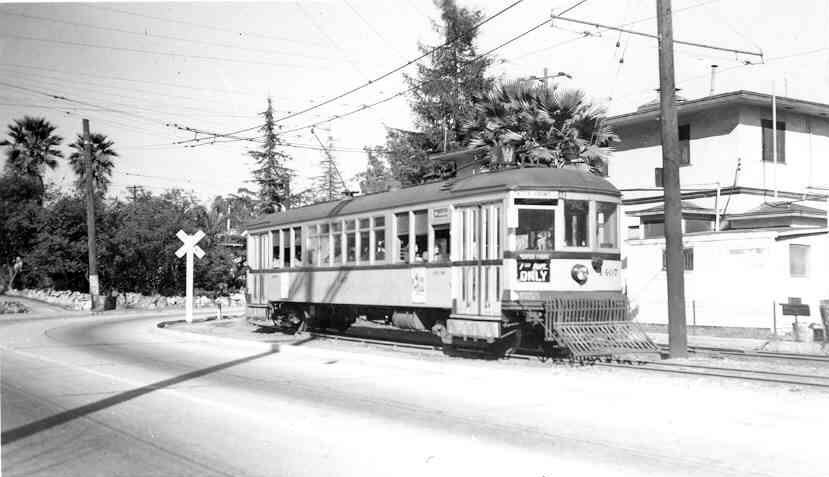
1407（1930年代撮影）

## K形
1923年から1925年に60両（1501 - 1560）がロサンゼルス鉄道の自社工場で製造された形式。鋼製車両のH形を基にした外見を有していたが車体は木製で床下にはトラスロッドが存在した。1936年から1938年にはワンマン・ツーマン対応工事、乗降扉の稼働・ステップ展開の自動化、照明の交換、製造時に搭載されていた総括制御対応装置や連結器の撤去などの更新工事を受け、「K-4形」と形式名も改められた。1955年までに全車とも営業運転を終了しほとんどの車両が解体されたが、1両（1559）が残存し、2023年現在は南カリフォルニア鉄道博物館に収蔵されている。

## L形
路面電車の将来性を見据え、1925年に1両（2501）が導入された試作車で「L-1形」とも呼ばれた。最大の特徴は車輪の直径が従来の762 mm（30 in）から660.4 mm（26 in）に縮小した事で、これにより床上高さが低くなり乗降の容易さが向上した。また乗降扉やステップの可動は自動化され、以降他車も同様の構造が採用された。他にも、乗客の数により変動する荷重に応じて効きを調整する可変負荷機構が搭載されたが、こちらは運用開始後故障が相次いだ事で1926年に撤去された。車内の座席は製造当初木製のロングシートが設置されていたが、1928年に中央部の通路を境に一方にロングシート、もう一方に2人掛けのクロスシートが配置される形に改められた。
台車間距離が他形式と比べて近い事から走行可能な路線が限られており、曲線が少ない7号線で主に1955年の廃車まで使用された。2023年現在も南カリフォルニア鉄道博物館に現存するが、車体や機器の損傷が激しく復元待ちの状態にある。

## M形
運賃の値上げの引き換えとした車両やサービスの近代化の検討を目的に、1930年に2両（2601、2602）が導入された試作車。ピーター・ウィット・カーと呼ばれる、前方の扉から乗車・運賃支払いを行い中央の扉から下車する方式（Pay-As-You-Enter）に対応したレイアウトを有する車両で、性能の比較を目的に各車の機器の製造メーカーは異なっていた（2601：ウェスティングハウス・エレクトリック、2602：ゼネラル・エレクトリック）。
1934年にはワンマン運転対応工事が施されたが、他形式と台車の位置が異なるため、曲線が少ない7号線で主に使用された。世界恐慌の影響で導入はこの2両のみに終わり、少数形式となった結果1950年に定期運用から離脱し、1955年に両車共に廃車された。2602は台車の摩耗が激しかったことから保存されず解体されたが、2601については保存が実現し、2023年現在は南カリフォルニア鉄道博物館に収蔵されている。

## P形

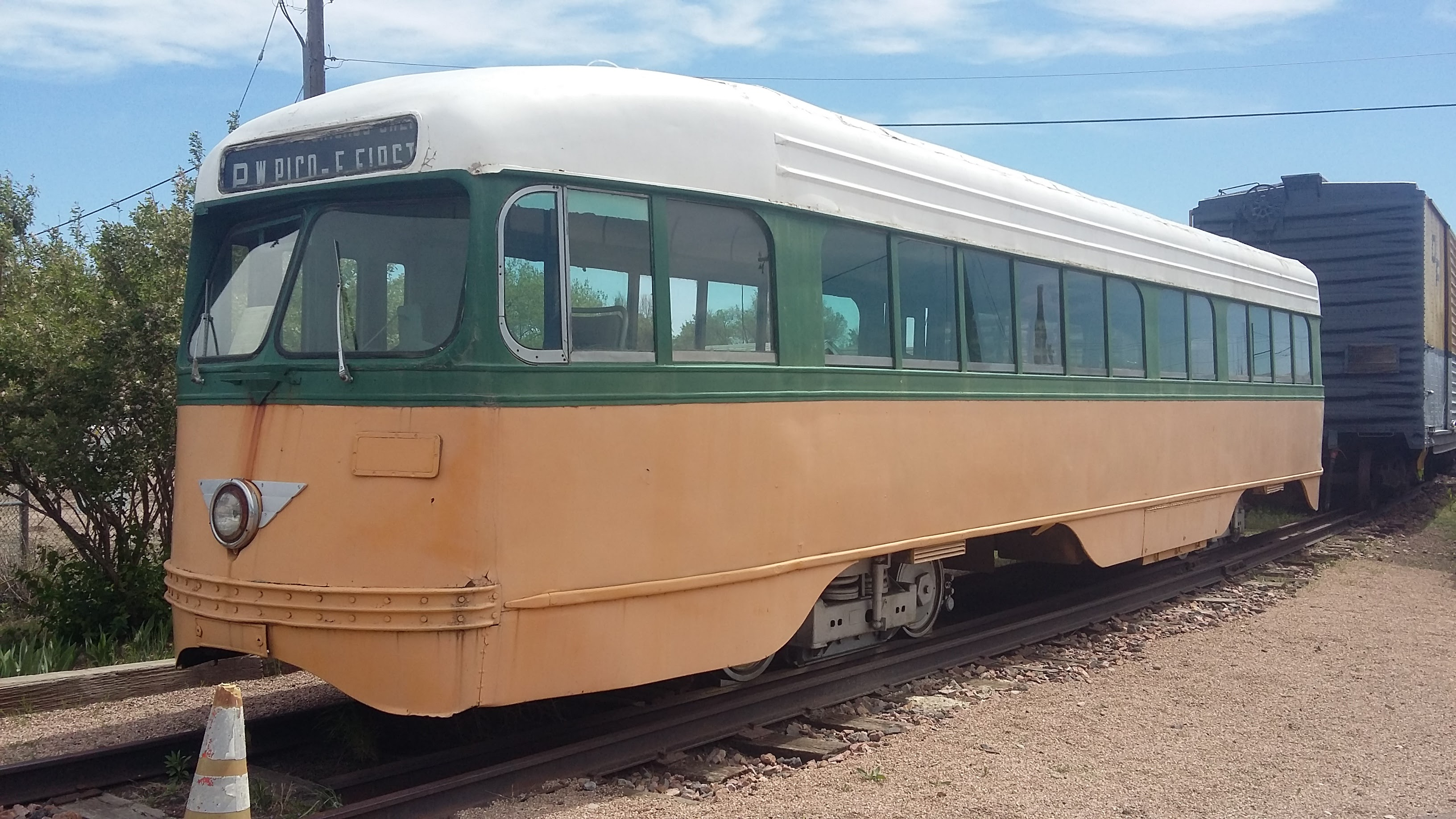
P形（3101）
（2016年撮影）

1937年以降導入が実施された高性能路面電車「PCCカー」。形態が異なる3種類の形式が存在し、ロサンゼルス鉄道時代に加えてナショナル・シティラインに運営権が譲渡されてからも増備が行われ、ロサンゼルス都市圏交通局に路線や車両、施設が売却された後、1963年にロサンゼルス鉄道由来の路面電車路線が全廃されるまで使用された。廃車後は大半の車両がエジプトのカイロ市電（カイロ）へ譲渡された他、一部車両は各地の博物館で保存されている

## 事業用車両
ロサンゼルス鉄道には架線の修繕、線路の交換や削正、車庫での車両の入換、事故発生時の復旧など多数の用途に対応した事業用車両が約150両在籍しており、その一部は2023年現在も南カリフォルニア鉄道博物館をはじめとする博物館に現存している。